# What Am I Gonna Do with You
What Am I Gonna Do with You è una canzone scritta, prodotta e registrata da Barry White nel 1975, pubblicata come primo singolo estratto dall'album Just Another Way to Say I Love You. Fu l'ennesimo singolo di White ad arrivare in vetta alla classifica Billboard R&B Chart.

## Tracce
7 Single
1. What Am I Gonna Do with You - 3:35
2. What Am I Gonna Do with You - 3:31

## Classifiche
| Classifica (1975)      | Posizione più alta |
| ---------------------- | ------------------ |
| U.S. Billboard Hot 100 | 8                  |
| U.S. R&B Chart         | 1                  |
| Regno Unito            | 5                  |
| Austria                | 11                 |
| Paesi Bassi            | 19                 |